# 指原カイワイズ
『指原カイワイズ』（さしはらカイワイズ）は、2015年10月15日から2016年9月15日まで毎週木曜日0:25 - 0:55（水曜日深夜）にフジテレビ系列で放送されていたバラエティ番組。指原莉乃の冠番組。

## 概要
いま気になる人、ひそかに注目を集めている人、3か月後にブレークしそうな人など、まだまだ全国知名度は低いが、あるエリアにおいては知名度が高い「○○カイワイで話題の人」をどこよりも早く発掘し紹介する番組。

## 出演者
MC
- 指原莉乃（HKT48）
- 山崎弘也（アンタッチャブル）

レギュラー
- AKB48グループ（AKB48・SKE48・HKT48・NGT48）メンバー

## 放送日程
| 回 | 放送日          | カイワイズ                                       | 指原カイワイで話題の AKB48メンバー                           | ゲスト                                                                        |
| -- | --------------- | ------------------------------------------------ | ------------------------------------------------------------ | ----------------------------------------------------------------------------- |
| 1  | 2015年 10月15日 | ぺこ（オクヒラテツコ） りゅうちぇる 稲村亜美     | 藤田奈那 西野未姫                                            | 澤部佑（ハライチ） 小峠英二（バイきんぐ）                                     |
| 2  | 10月22日        | 男色ディーノ 桑山哲也                            | 藤田奈那 西野未姫                                            | 澤部佑（ハライチ） 小峠英二（バイきんぐ）                                     |
| 3  | 11月5日         | ジャガー 三山ひろし 橘田いずみ                   | 小嶋真子 永尾まりや                                          | 伊集院光 澤部佑（ハライチ）                                                   |
| 4  | 11月12日        | 清竜人25 井上苑子                                | 谷真理佳 森保まどか                                          | 井戸田潤（スピードワゴン） 澤部佑（ハライチ）                                 |
| 5  | 11月19日        | 柳瀬早紀 スーパー・ササダンゴ・マシン 谷岡恵里子 | 小嶋真子、藤田奈那 西野未姫、永尾まりや 谷真理佳、森保まどか | 井戸田潤（スピードワゴン） 伊集院光 小峠英二（バイきんぐ） 澤部佑（ハライチ） |
| 6  | 11月26日        | 黒木渚 トシ子ちゃん 田中優香（HKT48）            | 小笠原茉由、島田晴香 谷真理佳、森保まどか                    | 井戸田潤（スピードワゴン） 伊集院光 澤部佑（ハライチ）                        |
| 7  | 12月3日         | 木村優 ZEN                                       | 小笠原茉由、小嶋真子 島田晴香、永尾まりや                    | 伊集院光 澤部佑（ハライチ） 田中卓志（アンガールズ）                          |
| 8  | 12月10日        | 純烈 前田希美                                    | 小笠原茉由、島田晴香                                         | 伊集院光 澤部佑（ハライチ）                                                   |
| 9  | 12月17日        | がんばれ!Victory 西田淳裕（キンボシ）            | 小笠原茉由、島田晴香 藤田奈那、西野未姫                      | 伊集院光 小峠英二（バイきんぐ） 澤部佑（ハライチ） 田中卓志（アンガールズ）   |
| 10 | 2016年 1月14日  | 仲川遥香（JKT48） 橋元優奈                       | 小笠原茉由、島田晴香                                         | 伊集院光 田中卓志（アンガールズ）                                             |
| 11 | 1月21日         | 加藤諒、川田裕美                                 | 北原里英、田中菜津美                                         | 伊集院光                                                                      |
| 12 | 1月28日         | 川田裕美、葵わかな                               | 北原里英、田中菜津美                                         | 伊集院光                                                                      |
| 13 | 2月4日          | 滝沢カレン                                       | 北原里英、田中菜津美                                         | 伊集院光、加藤諒                                                              |
| 14 | 2月11日         | 浜口京子                                         | 横山由依、矢吹奈子                                           | 伊集院光                                                                      |
| 15 | 2月18日         | 小池美由、蛭子能収                               | 横山由依、矢吹奈子                                           | 伊集院光、浜口京子                                                            |
| 16 | 2月25日         | 蛭子能収、ベック                                 | 横山由依、矢吹奈子                                           | 伊集院光                                                                      |
| 17 | 3月3日          | 若槻千夏                                         | 高橋朱里、田島芽瑠                                           | 伊集院光                                                                      |
| 18 | 3月10日         | 津田寛治                                         | 高橋朱里、田島芽瑠                                           | 伊集院光                                                                      |
| 19 | 3月17日         | 岡副麻希                                         | 高橋朱里、田島芽瑠                                           | 伊集院光                                                                      |
| 20 | 4月14日         | ゆうたろう                                       | 西野未姫、峯岸みなみ                                         | 伊集院光                                                                      |
| 21 | 4月21日         | 久松郁実                                         | 西野未姫、峯岸みなみ                                         | 小木博明（おぎやはぎ）                                                        |
| 22 | 4月28日         | ハリウッドザコシショウ                           | 西野未姫、峯岸みなみ                                         | 伊集院光                                                                      |
| 23 | 5月5日          | 超特急                                           | 北原里英、宮崎美穂                                           | 光浦靖子（オアシズ）                                                          |
| 24 | 5月12日         | メイプル超合金                                   | 北原里英、宮崎美穂                                           | 小木博明（おぎやはぎ）                                                        |
| 25 | 5月19日         | 藤原さくら                                       | 北原里英、宮崎美穂                                           | 小木博明（おぎやはぎ）                                                        |
| 26 | 5月26日         | 才木玲佳                                         | 大和田南那、高橋朱里                                         | 伊集院光                                                                      |
| 27 | 6月2日          | 梨衣名                                           | 大和田南那、高橋朱里                                         | 伊集院光                                                                      |
| 28 | 6月9日          | カメ五郎                                         | 大和田南那、高橋朱里                                         | 伊集院光                                                                      |
| 29 | 6月16日         | REINA                                            | 木﨑ゆりあ、朝長美桜                                         | 井戸田潤（スピードワゴン）                                                    |
| 30 | 6月23日         | 戸塚純貴                                         | 木﨑ゆりあ、朝長美桜                                         | 井戸田潤（スピードワゴン）                                                    |
| 31 | 6月30日         | 紗蘭                                             | 木﨑ゆりあ、朝長美桜                                         | 井戸田潤（スピードワゴン）                                                    |
| 32 | 7月7日          | KangNam                                          | 木﨑ゆりあ、北原里英                                         | 伊集院光                                                                      |
| 33 | 7月14日         | ゆりやんレトリィバァ                             | 木﨑ゆりあ、北原里英                                         | 伊集院光                                                                      |
| 34 | 7月21日         | GLIM SPANKY                                      | 木﨑ゆりあ、北原里英                                         | 伊集院光                                                                      |
| 35 | 7月28日         | スミス楓                                         | 小笠原茉由、宮崎美穂                                         | 伊集院光                                                                      |
| 36 | 8月4日          | 浅香航大                                         | 小笠原茉由、宮崎美穂                                         | 井戸田潤（スピードワゴン）                                                    |
| 37 | 8月11日         | 生田佳那                                         | 入山杏奈、宮崎美穂                                           | 井戸田潤（スピードワゴン）                                                    |
| 38 | 8月18日         | 堀田茜                                           | 大和田南那、西野未姫                                         | 伊集院光                                                                      |
| 39 | 8月25日         | 阿佐ヶ谷姉妹                                     | 大和田南那、西野未姫                                         | 伊集院光                                                                      |
| 40 | 9月1日          | 新妻聖子                                         | 大和田南那、西野未姫                                         | 伊集院光                                                                      |
| 41 | 9月8日          | 團遥香                                           | 木﨑ゆりあ、峯岸みなみ                                       | 伊集院光                                                                      |
| 42 | 9月15日         | 大石絵理                                         | 木﨑ゆりあ、峯岸みなみ                                       | 伊集院光                                                                      |

### 放送休止
- 2015年10月29日 - 前夜の「プロ野球日本シリーズ第4戦」放送時間延長のため。
- 2015年12月24日 - 「うまると!」、「今田耕司のGapWalker」放送のため。
- 2015年12月31日 - 年末特別番組編成のため。
- 2016年1月7日 - 「春の高校バレー2016男女2回戦」放送のため。
- 2016年3月24日 - 「ざっくりまとめました〜まさかのピンチ解決マニュアル!?〜」放送のため。
- 2016年3月31日 - 「村上信五とスポーツの神様たち1時間SP」放送のため。
- 2016年4月7日 - 「ギリギリ昔話〜生きる伝説に聞きました〜」放送のため。

## コーナー
ちょっとだけ話題のカイワイズ!!
視聴者の投稿を基にちょっとだけ話題の人をVTRで紹介するコーナー。
1万円カイワイズ
ゲストに渡した自由に使っていい1万円をどの様に使うのか密着して見せてもらうコーナー。

## エンディングテーマ
- 小峠英二『ぼくはヤンキー』[注 24][注 25]（2015年10月22日 - 11月26日）

## ネット局
| 放送対象地域   | 放送局             | 系列           | 放送期間                        | 放送日時                      | 同時/遅れ  | 備考            |
| -------------- | ------------------ | -------------- | ------------------------------- | ----------------------------- | ---------- | --------------- |
| 関東広域圏     | フジテレビ         | フジテレビ系列 | 2015年10月15日 - 2016年9月15日  | 木曜 0:25 - 0:55 （水曜深夜） | 制作局     |                 |
| 岩手県         | 岩手めんこいテレビ | フジテレビ系列 | 2015年10月15日 - 2016年9月15日  | 木曜 0:25 - 0:55 （水曜深夜） | 同時ネット |                 |
| 宮城県         | 仙台放送           | フジテレビ系列 | 2015年10月15日 - 2016年9月15日  | 木曜 0:25 - 0:55 （水曜深夜） | 同時ネット |                 |
| 山形県         | さくらんぼテレビ   | フジテレビ系列 | 2015年10月15日 - 2016年9月15日  | 木曜 0:25 - 0:55 （水曜深夜） | 同時ネット |                 |
| 福島県         | 福島テレビ         | フジテレビ系列 | 2015年10月15日 - 2016年9月15日  | 木曜 0:25 - 0:55 （水曜深夜） | 同時ネット |                 |
| 長野県         | 長野放送           | フジテレビ系列 | 2015年10月15日 - 2016年9月15日  | 木曜 0:25 - 0:55 （水曜深夜） | 同時ネット | [ 2 ]           |
| 岡山県・香川県 | 岡山放送           | フジテレビ系列 | 2015年10月15日 - 2016年9月15日  | 木曜 0:25 - 0:55 （水曜深夜） | 同時ネット |                 |
| 広島県         | テレビ新広島       | フジテレビ系列 | 2015年10月15日 - 2016年9月15日  | 木曜 0:25 - 0:55 （水曜深夜） | 同時ネット |                 |
| 高知県         | 高知さんさんテレビ | フジテレビ系列 | 2015年10月15日 - 2016年9月15日  | 木曜 0:25 - 0:55 （水曜深夜） | 同時ネット |                 |
| 福岡県         | テレビ西日本       | フジテレビ系列 | 2015年10月15日 - 2016年9月15日  | 木曜 0:25 - 0:55 （水曜深夜） | 同時ネット |                 |
| 佐賀県         | サガテレビ         | フジテレビ系列 | 2015年10月15日 - 2016年9月15日  | 木曜 0:25 - 0:55 （水曜深夜） | 同時ネット |                 |
| 北海道         | 北海道文化放送     | フジテレビ系列 | 2015年10月15日 - 2016年10月23日 | 日曜 2:00 - 2:30 （土曜深夜） | 遅れネット | [ 注 26 ]       |
| 静岡県         | テレビ静岡         | フジテレビ系列 | 2015年10月24日 - 2016年9月29日  | 木曜 1:00 - 1:30 （水曜深夜） | 遅れネット | [ 注 27 ]       |
| 中京広域圏     | 東海テレビ         | フジテレビ系列 | 2015年10月28日 - 2016年11月23日 | 水曜未明 （火曜深夜）         | 遅れネット | [ 注 28 ] [ 3 ] |
| 新潟県         | 新潟総合テレビ     | フジテレビ系列 | 2015年11月5日 - 2016年9月29日   | 木曜 1:00 - 1:30 （水曜深夜） | 遅れネット | [ 4 ] [ 注 29 ] |
| 島根県・鳥取県 | 山陰中央テレビ     | フジテレビ系列 | 2015年11月5日 - 2016年9月29日   | 木曜 1:25 - 1:55 （水曜深夜） | 遅れネット | [ 注 29 ]       |